# Elsa Sturm-Lindner
Elsa Sturm-Lindner (* 8. Februar 1916 in Dresden; † 22. Februar 1988 ebenda) war eine deutsche Porträt- und Tiermalerin, Grafikerin und Pressezeichnerin.

## Leben
Elsa Sturm-Lindner wurde 1916 als Tochter des Landschafts- und Tiermalers Hans Lindner-Zschopau (1883–1944) in Dresden geboren. Sie studierte zuerst an der Dresdner Akademie für Kunstgewerbe bei Max Frey und Georg Erler und danach an der Hochschule für Bildende Künste Dresden bei Rudolf Schramm-Zittau.
Elsa Sturm-Lindner war als Porträt- und Tiermalerin, Grafikerin, Buchillustratorin und Pressezeichnerin tätig. Als Pressezeichnerin dokumentierte sie über Jahrzehnte zahllose Dresdner Theater- und Opernaufführungen von den späten vierziger bis in die siebziger Jahre. Zeichnungen von Theateraufführungen waren eine Alternative zur damals üblichen Schwarzweiß-Theaterfotografie und dienten der Illustration von Rezensionen. Ihre rasch skizzierten Federzeichnungen und Pastelle von Theateraufführungen bereicherten insbesondere von 1948 bis 1952 die Dramaturgischen Blätter der Staatstheater Dresden. In der Dresdener Tageszeitung Sächsisches Tageblatt (1946 bis 1990) illustrierte sie als „Hauszeichnerin“ auch tagesaktuelle Berichte und Reportagen.
Elsa Sturm-Lindner war die sogenannte Auftragskünstlerin des Wohnungsbaukombinates Dresden (WBK). In dieser Eigenschaft fertigte sie viele Stadtansichten (Pastelle und Ölgemälde) Dresdens an, auf denen immer auch ein Bauwerk des WBK, sprich Plattenbau, zu sehen war. Diese Bilder verkaufte sie dann an das WBK. Im WBK wurden diese Bilder in Büros aufgehängt.
Sie wohnte in Niederwartha und später bis zu ihrem Tod am Kiefernweg 19 in Rähnitz-Hellerau.

## Ausstellungen (Auswahl)
- 1952: Dresden, Ausstellung von Elsa Sturm-Lindner und Hanna Hausmann-Kohlmann in der Kunstausstellung Kühl
- 1960: Dresden, Ausstellung von Elsa Sturm-Lindner und Hanna Hausmann-Kohlmann in der Galerie Kunst der Zeit
- 1967: Dresden, Ausstellung von Elsa Sturm-Lindner und Hanna Hausmann-Kohlmann in der Galerie Kunst der Zeit